# Mala Bosna
Mala Bosna (izvirno srbsko Мала Босна) je naselje v Srbiji, ki upravno spada pod Mesto Subotica; slednja pa je del Severnobačkega upravnega okraja.

## Demografija
V naselju živi 990 polnoletnih prebivalcev, pri čemer je njihova povprečna starost 39,8 let (39,0 pri moških in 40,6 pri ženskah). Naselje ima 450 gospodinjstev, pri čemer je povprečno število članov na gospodinjstvo 2,77.
Prebivalstvo je večinoma nehomogeno, a v času zadnjih treh popisov je opazno zmanjšanje števila prebivalcev.
|  |

| Demografija | Demografija     | Demografija     |
| Leto        | Št. prebivalcev | Št. prebivalcev |
| ----------- | --------------- | --------------- |
|             |                 |                 |
|             |                 |                 |
|             |                 |                 |
|             |                 |                 |
| 1948        | 2940            |                 |
| 1953        | 3002            |                 |
| 1961        | 2883            |                 |
| 1971        | 2318            |                 |
| 1981        | 1835            |                 |
| 1991        | 1488            | 1473            |
| 2002        | 1262            | 1245            |
|             |                 |                 |

| Etnična sestava po popisu iz leta 2002 | Etnična sestava po popisu iz leta 2002 | Etnična sestava po popisu iz leta 2002 | Etnična sestava po popisu iz leta 2002 | Etnična sestava po popisu iz leta 2002 |
| -------------------------------------- | -------------------------------------- | -------------------------------------- | -------------------------------------- | -------------------------------------- |
| Hrvati                                 | Hrvati                                 |                                        | 621                                    | 49,87%                                 |
| Bunjevci                               | Bunjevci                               |                                        | 283                                    | 22,73%                                 |
| Madžari                                | Madžari                                |                                        | 92                                     | 7,38%                                  |
| Srbi                                   | Srbi                                   |                                        | 69                                     | 5,54%                                  |
| Jugoslovani                            | Jugoslovani                            |                                        | 69                                     | 5,54%                                  |
| Muslimani                              | Muslimani                              |                                        | 24                                     | 1,92%                                  |
| Nemci                                  | Nemci                                  |                                        | 5                                      | 0,40%                                  |
| Črnogorci                              | Črnogorci                              |                                        | 1                                      | 0,08%                                  |
| Rusi                                   | Rusi                                   |                                        | 1                                      | 0,08%                                  |
| Romi                                   | Romi                                   |                                        | 1                                      | 0,08%                                  |
| Makedonci                              | Makedonci                              |                                        | 1                                      | 0,08%                                  |
| Neznano                                | Neznano                                |                                        | 0                                      | 0,0%                                   |